# Lasioglossum guaruvae
Lasioglossum guaruvae is een vliesvleugelig insect uit de familie Halictidae. De wetenschappelijke naam van de soort is voor het eerst geldig gepubliceerd in 1987 door Moure.